# Metropolia rijecka

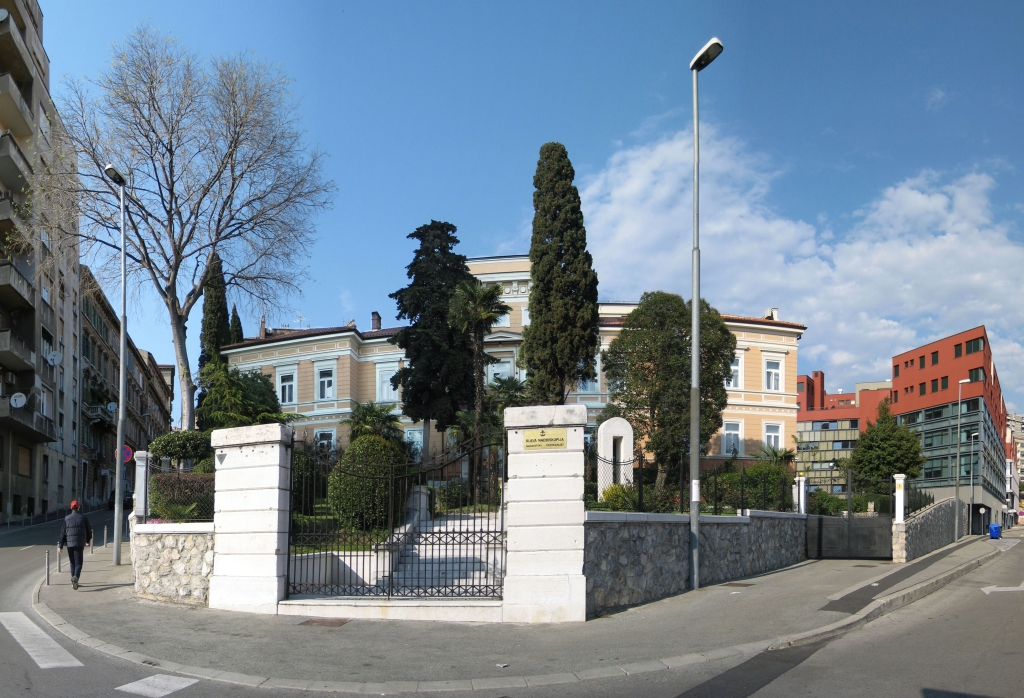
Pałac arcybiskupów metropolitów rijeckich

Metropolia rijecka – jedna z czterech metropolii obrządku łacińskiego w Kościele katolickim w Chorwacji, obejmująca swoim zasięgiem południowo-zachodnią część kraju, w tym część Dalmacji i Istrię.

## Dane ogólne[1]
- Powierzchnia: 14 738 km²
- Ludność: 618 820
  - Katolicy: 500 323
  - Udział procentowy: 80,8%
- Księża:
  - diecezjalni: 242
  - zakonni: 94
- Zakonnicy: 137
- Siostry zakonne: 311
- Dekanaty: 27
- Parafie: 360

## Historia
Metropolia rijecka została założona 27 lipca 1969 r. na mocy decyzji papieża Pawła VI, który podniósł dotychczasową diecezję rijecką do rangi archidiecezji i przydzielił jej jako sufraganię diecezje Krk i porecko-pulską.

## Podział administracyjny
1. Archidiecezja rijecka
2. Diecezja Gospić-Senj
3. Diecezja Krk
4. Diecezja porecko-pulska

## Metropolici
| L.p. | Lata rządów                         | Tytuł | Imię i nazwisko |
| ---- | ----------------------------------- | ----- | --------------- |
| 1.   | 20 sierpnia 1969 - 18 kwietnia 1974 | abp   | Viktor Burić    |
| 2.   | 18 kwietnia 1974 - 5 stycznia 1990  | abp   | Josip Pavlišić  |
| 3.   | 5 stycznia 1990 - 28 czerwca 2000   | abp   | Anton Tamarut   |
| 4.   | od 17 listopada 2000 r.             | abp   | Ivan Devčić     |